# 新芳慶安宮
新芳慶安宮是臺灣臺南市學甲區的一間聚落角頭廟宇，其位於舊時學甲十三庄中倒風寮庄內的新芳聚落，主祀神祇為代天法主公，陪祀則是虎爺將軍，屬學甲慈濟宮代表的8大選舉區中為東北郊區，同時該聚落也因是舊時學甲十三庄的47角頭之一，故而也是學甲慈濟宮上白礁與刈香兩大活動的基本參加廟宇之一。
廟宇行政區原屬於倒風內海岸邊的倒風寮，臺灣光復之後該地區設為村級單位，然該村的首屆村長朱景祥先生，因感到原地的舊名稱不妥，於是便更改了原來村名成為新芳。而臺南在縣市合併之後，於2006年2月1日進行全市的行政區調整，將原有的頂洲、紅茄、新芳等三個里合併為三慶里，目前此廟宇位於為學甲三慶里境內。

## 建廟沿革
新芳慶安宮法主公的信仰與建廟，與大陸福建地區的宗教信仰有關聯。其緣起為法主公的信仰區域多於福建永春、安溪一帶，再者，學甲地區於清乾隆初中期一些來自福建此地區的先民也多，故而當地先民們在來臺進行開墾的同時，也順便將祖地的信仰一併帶入開墾地。 此外，當地先民們一開始來臺開墾時所攜帶的護佑神靈，僅僅是一個刻有代天法主公字樣的木牌，因而新芳慶安宮的信仰起源，為源於一個刻著神祇尊名的木製牌位。
在來臺開墾之後經過數度的輾轉，聚落先民最後在此地落腳進行開墾，而一段時間後這裡也逐漸形成了一小聚落，因聚落屬於倒風內海區域且當時先民多是建寮房而居，故而日後便將此聚落命名為倒風寮。然而其後倒風寮聚落的形成，有著來自不同地區的先祖，其中主要的有今日學甲區的李姓先祖，以及來自北門區蚵寮的洪姓與將軍區漚汪的高姓，最後是遠自布袋鎮新塭的蘇姓等4姓先祖所開墾。只是聚落名稱沿用到臺灣光復後，學甲地區行政劃分有了重新規劃，倒風寮設為村級單位，而首任村長因覺得倒風的字眼不妥，之後便又改稱新芳為聚落名一直沿用至今。 而當在眾先民們生活稍微安定之後，為答謝主公的庇佑與發揚神恩，日後也為其雕刻了一尊金身，此時法主公也就成為倒風寮聚落主要信仰。
只是對神祇的供奉，初始之際僅僅是庄民們單純的將神尊奉於家中供民眾參拜，而這情形一直延續了兩百多年。信眾與聚落居民終於在1984甲子年決定，建廟予以讓主公得以有固定場所供信眾參拜，另也請法主公降壇示聖，由法主公親自來選定建廟地點與開工日期，期間更邀請出生於聚落內，且老家就在廟地旁邊的企業家高清愿先生，擔任建廟的主任委員，廟宇於1989年完工並訂定廟名為慶安宮。

## 軼事
為興建屬於新芳自庄的宮廟，在建廟提議之後便動員整聚落進行丁口與其募款工作，只是新芳屬於小型聚落人口僅數百人，但此聚落卻出現一位現在企業家高清愿先生，高氏小學時便失怙，因而自小便與高母相依為命，同時為了家計而放棄學業。日後高氏之後在商場上有所成就，同時也成為商場上臺南幫的主要人物，然雖如此，但他不忘家鄉的諸多事務，尤其是對於法主攻的信仰。因而，每年當高氏回到家鄉新芳時，便會來到慶安宮拜拜，尤其是在慶安宮有各項需要時也都會捐款，讓廟方得以有能力為信徒做事。
學甲集和宮的蜈蚣陣對慈濟宮謁祖與上白礁繞境，是一個頗為重要的護衛陣頭，然而，新芳慶安宮也曾經在2013年組過蜈蚣陣，並在當年前往位於北門區蚵寮的南鯤鯓王爺總廟進香，同時也吸引到南鯤鯓眾多參拜香客們的圍觀。

## 圖集

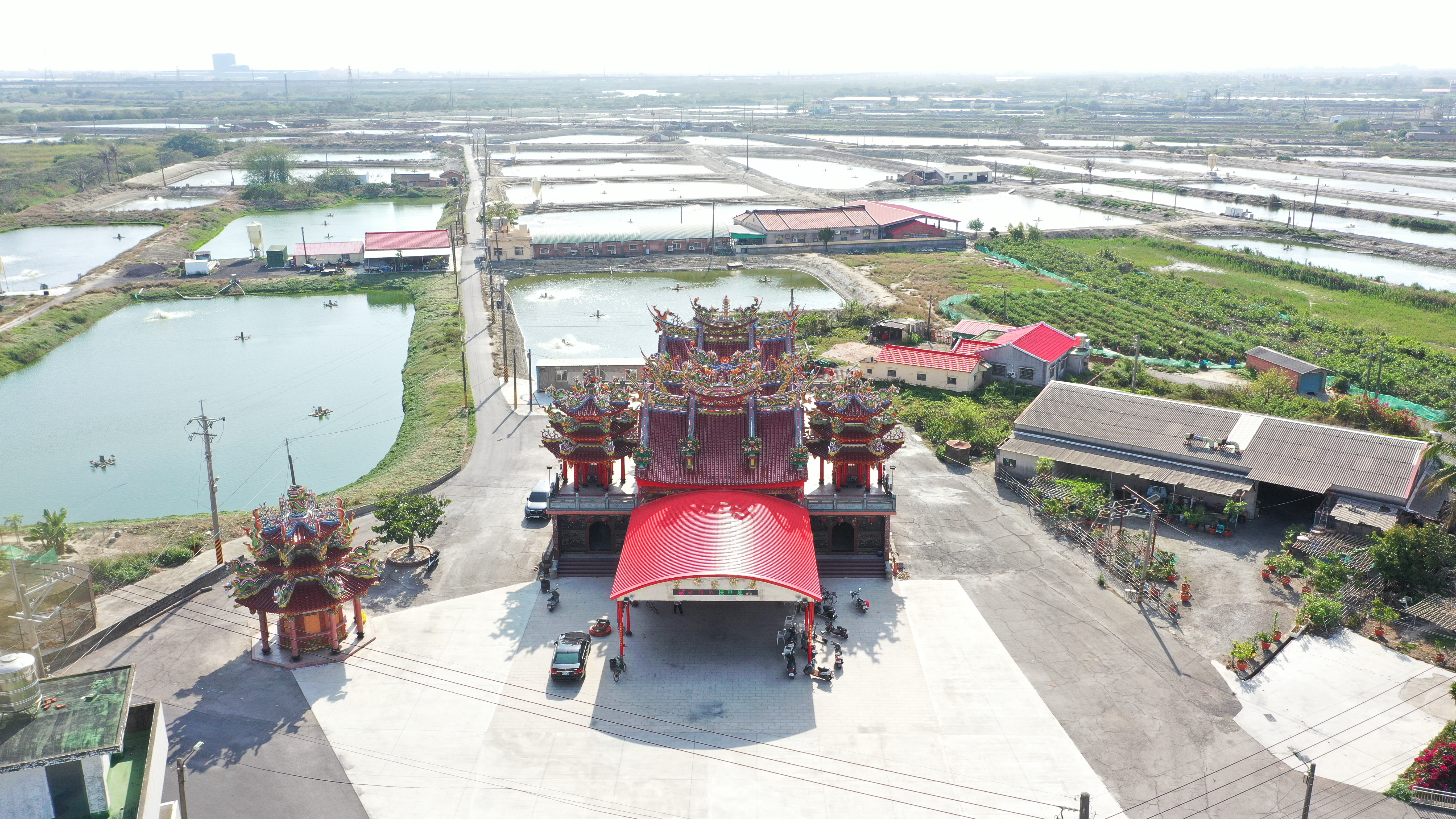
廟庭空照
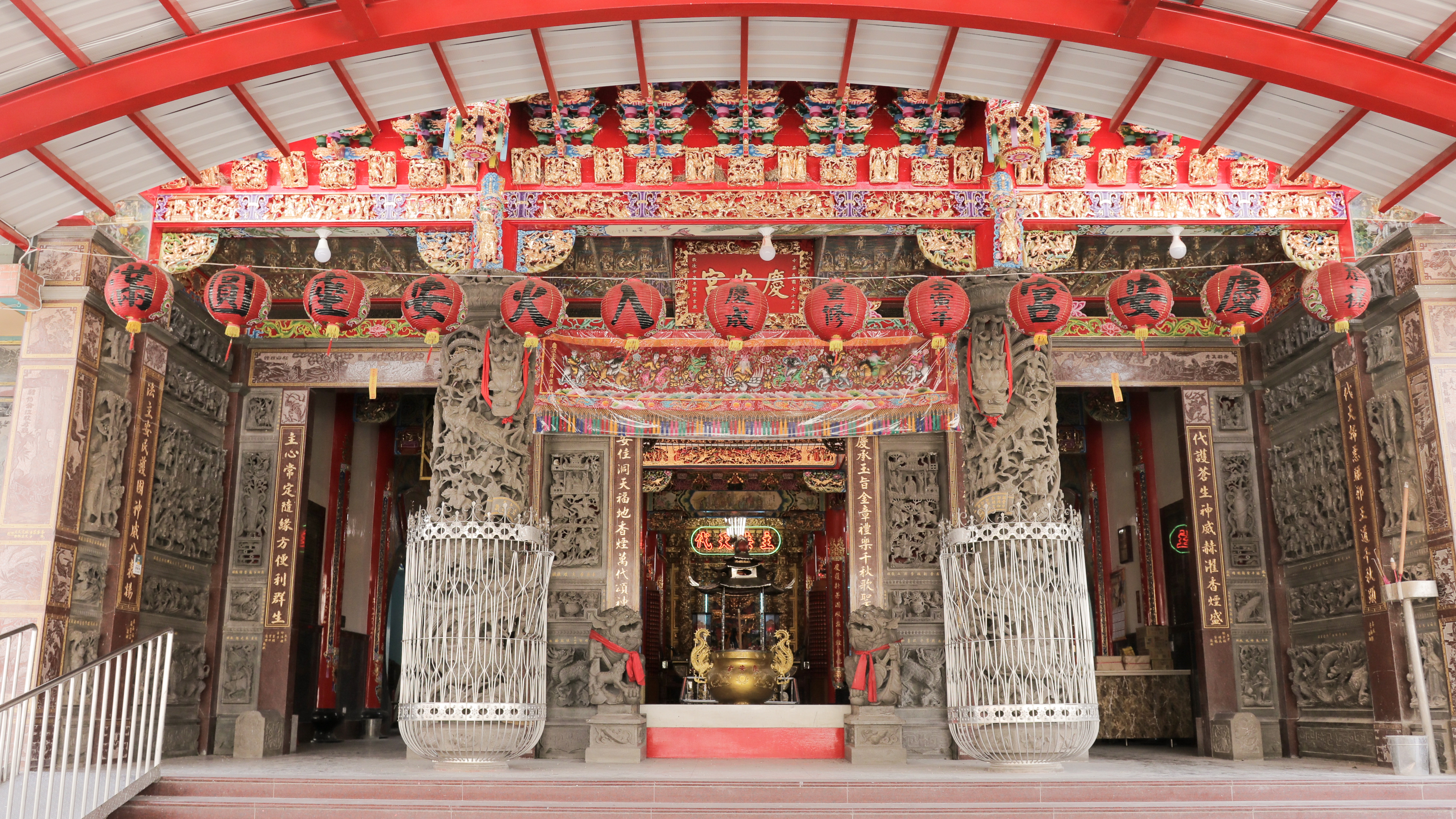
正面龍柱
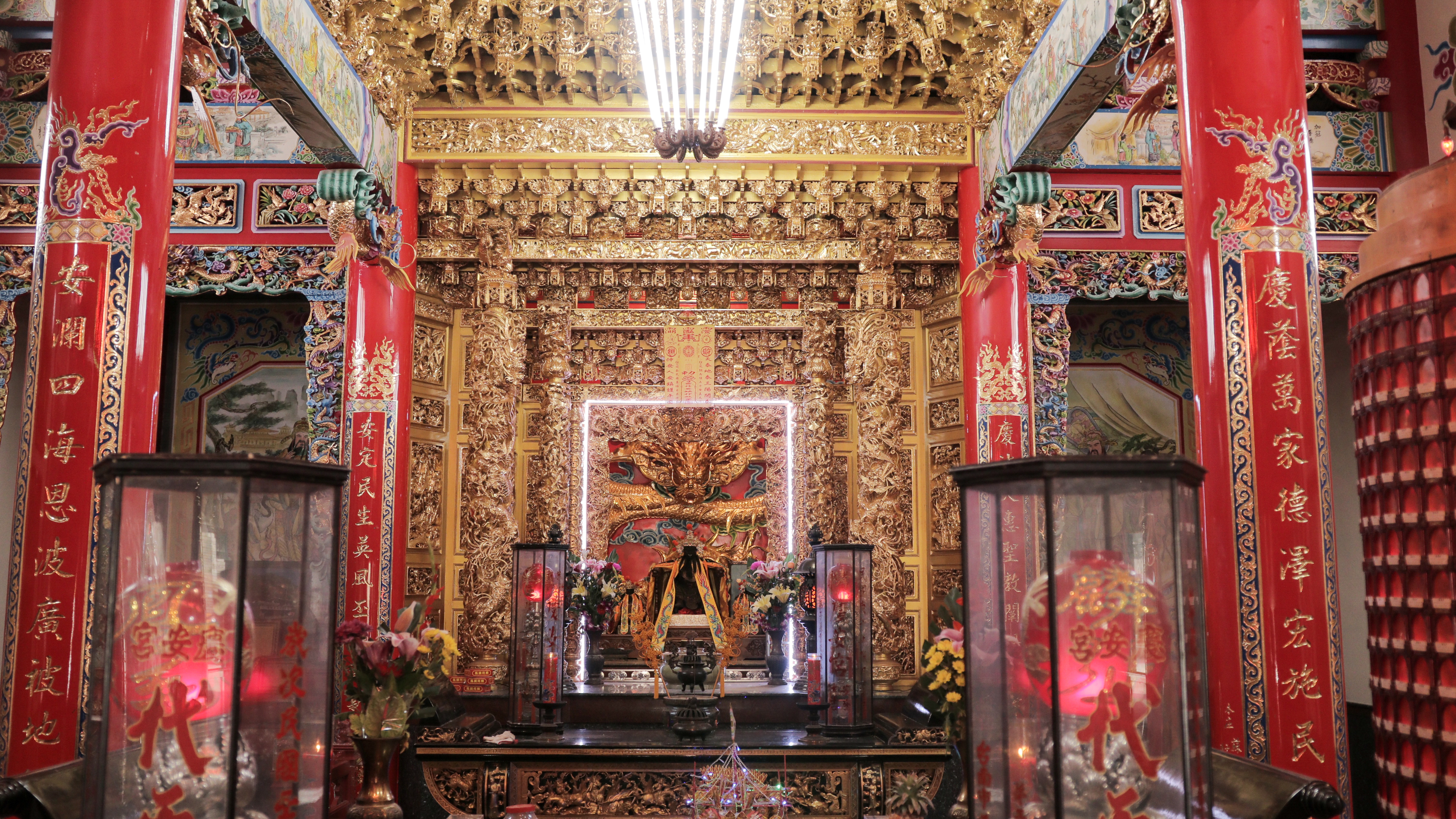
神龕
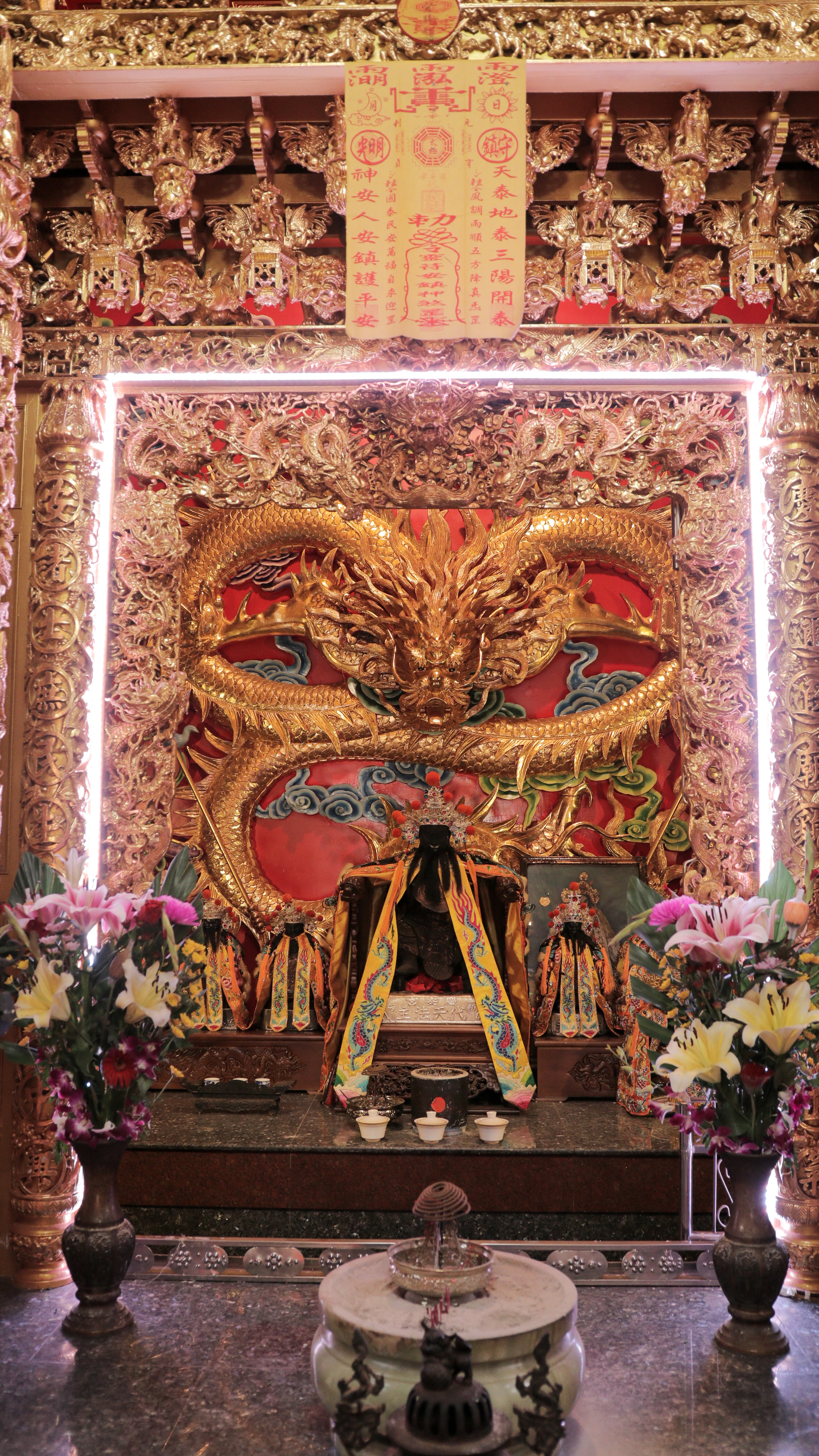
護廟符咒及神龕
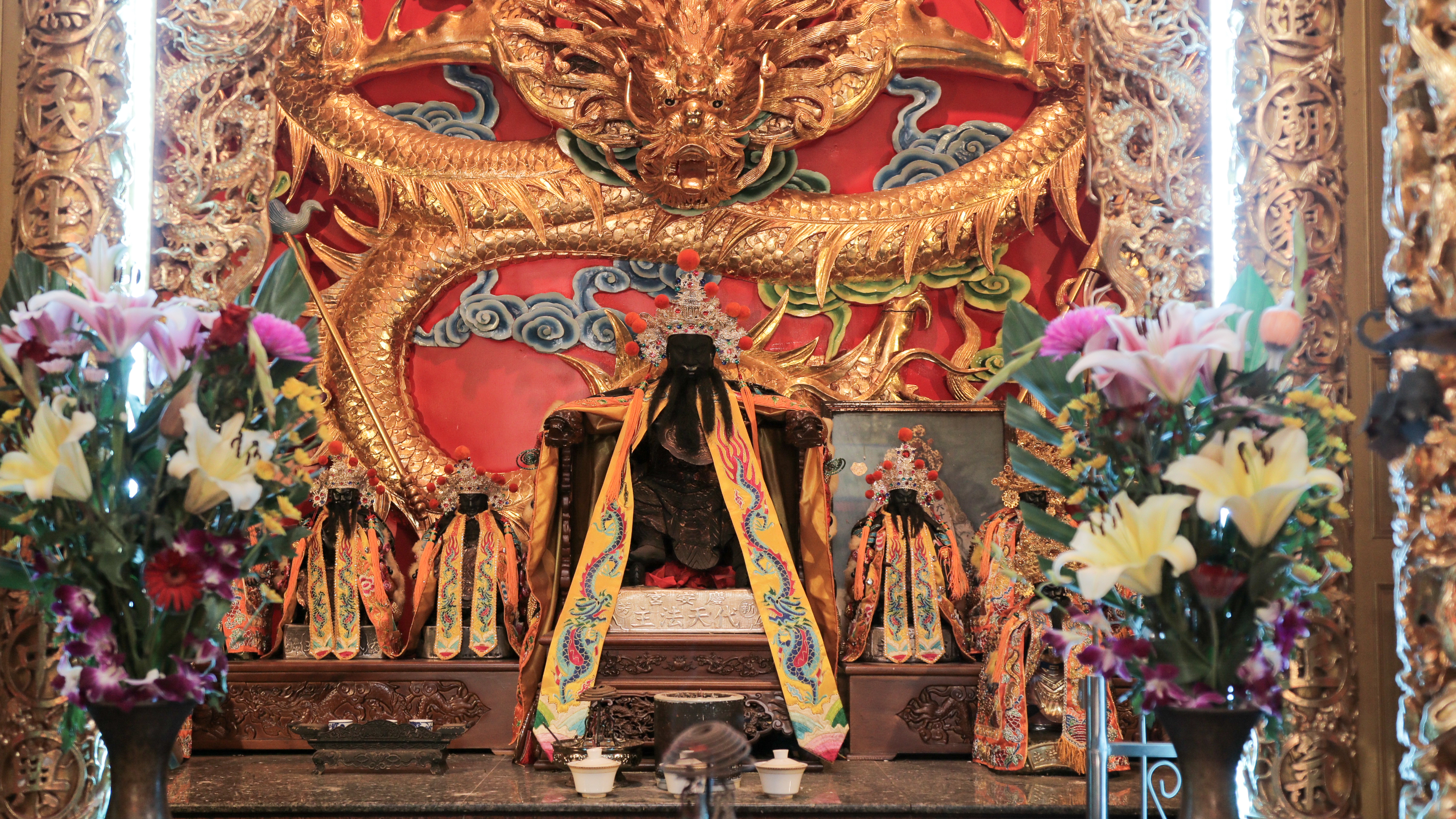
主祀法主公
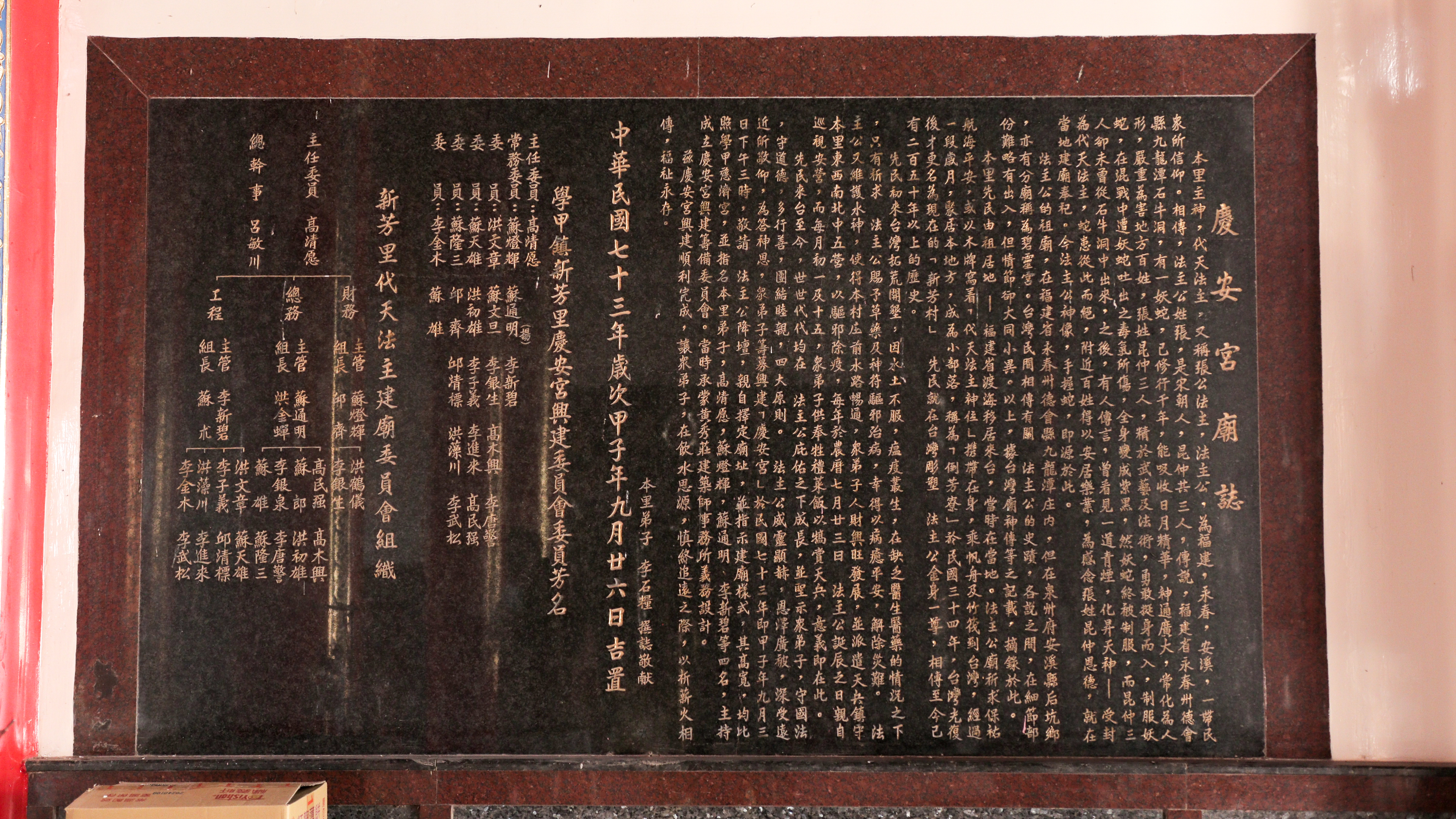
沿革紀念碑